# Senlisse
Senlisse ist eine französische Gemeinde mit 509 Einwohnern (Stand: 1. Januar 2022) im Département Yvelines in der Region Île-de-France. Sie gehört zum Arrondissement Rambouillet und zum Kanton Maurepas (bis 2015: Kanton Chevreuse). Die Einwohner werden Senlissois genannt.

## Geographie
Die Gemeinde gehört zum Regionalen Naturpark Haute Vallée de Chevreuse. Senlisse liegt etwa 32 Kilometer südwestlich von Paris und wird umgeben von den Nachbargemeinden Dampierre-en-Yvelines im Norden, Choisel im Osten und Südosten, Cernay-la-Ville im Süden, Auffargis im Westen sowie Les Essarts-le-Roi im Nordwesten.

## Bevölkerungsentwicklung
| Jahr                      | 1962 | 1968 | 1975 | 1982 | 1990 | 1999 | 2006 | 2011 |
| Einwohner                 | 403  | 380  | 435  | 413  | 425  | 484  | 533  | 534  |
| Quelle: Cassini und INSEE |      |      |      |      |      |      |      |      |

## Sehenswürdigkeiten
- Kirche Saint-Denis aus dem 13. Jahrhundert
- Schloss La Cour-Senlisse aus dem 17. Jahrhundert, Monument historique
- Waschhaus

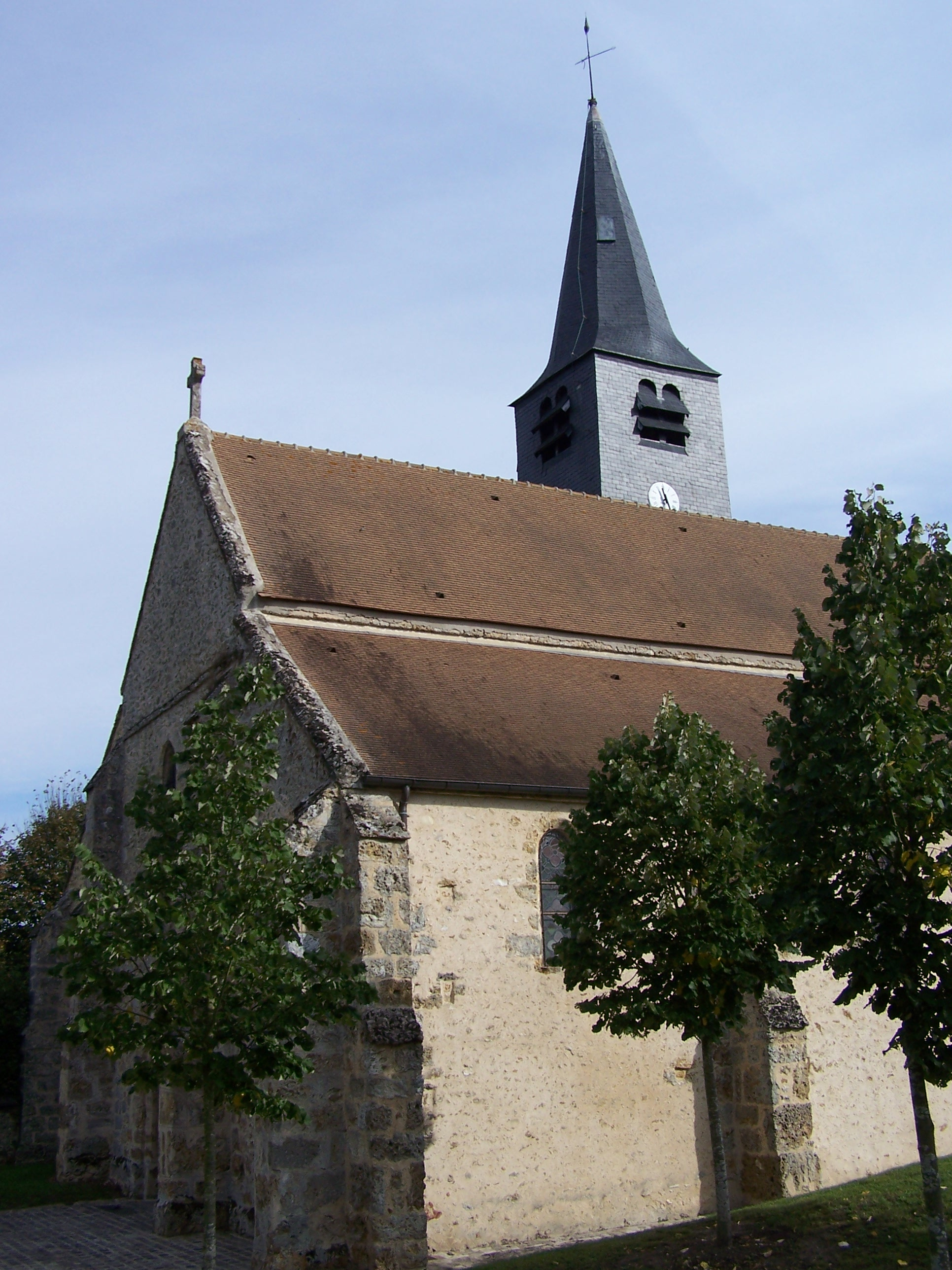
Kirche Saint-Denis
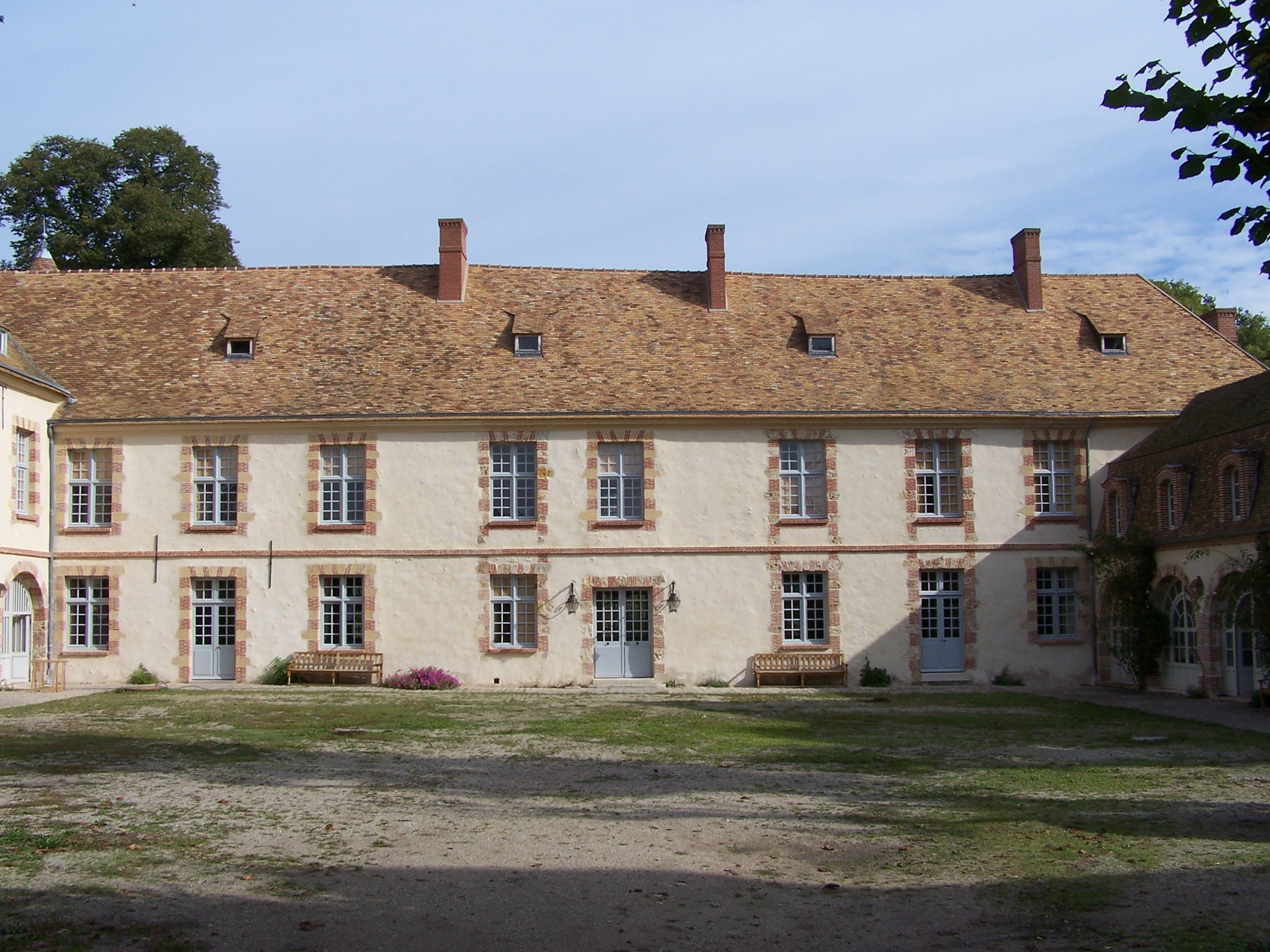
Schloss La Cour-Senlisse